# Хаммура, Рё
Рё Хаммура (яп. 半村 良 Hanmura Ryō, 27 октября 1933 — 4 марта 2002) — японский писатель-фантаст, а также автор романов в жанре фэнтези и хоррор.

## Биография
Родился 27 октября 1933 года в городе Тацуно (Хёго). Однако Рё Хаммура — это псевдоним писателя, а настоящее его имя Хэйтаро Киёно (清野 平太郎（きよの へいたろう）). В 1975 году Хаммура был отмечен премией Наоки за роман «Амаядори». В 1979 года по роману был снят фильм «Провал во времени».
Творчество Рё Хаммуриы имело значительное влияние на японскую фантастику 1960—1970-х; писателю, по сути, удалось создать национальный аналог европейского фэнтези — «легендарная фантастика». В таких его романах, как «Кровь камня» (1971) и «Тайные записи горы Санрё» (1973), действие разворачивается в легендарные самурайские времена, здесь много мистики, магии и традиционной синтоистской философии. В японской литературе Хаммура также был зачинателем жанра альтернативной истории (сага «Легенда о подозрительной звезду», 1975—1993).
В 1983 году Ханмура стал первым лауреатом Литературной премии Идзуми Кёка за роман «Musubi no Yama Hiroku». В 1988 году ему была присуждена Большая премия японской научной фантастики или Nihon SF Taisho Award.

## Избранные произведения

### Романы
- «Иси но кэцумяку» (石の血脈) Hayakawa shobou, 1971
- «Оёнэ хэйкити токи но ана юки» (およね平吉時穴道行) Hayakawa shobou, 1971
- «Хиккакатта хару» (ひっかかった春) Freberu-kan, 1972
- «Гунка но хибики» (軍靴の響き) Jitsugyou Nippon no-sha, 1972
- «Мусуби но яма хироку» (産霊山秘録) Hayakawa shobou, 1973
- «Оугон дэнсэцу» (黄金伝説) Shouden-sha, 1973
- «Ейю дэнсэцу» (英雄伝説) Shouden-sha, 1973
- «Акукан Ёсай» (亜空間要塞) Hayakawa shobou, 1974
- «Вага фурусато ва ёми но куни» (わがふるさとは黄泉の国) (contained «Sengoku Jieitai») Hayakawa shobou, 1974
  - «Сэнгоку дзиэйтай» (戦国自衛隊)
- «Ёсэйдэн» (妖星伝) Kodansha, 1975—1995

## Переводы на английский
- «Cardboard Box»
  - «The Best Japanese Science Fiction Stories», Dembner Books, 1989 / Barricade Books, 1997
  - «Speculative Japan», Kurodahan Press, 2007[4]
- «Tansu» («The Best Japanese Science Fiction Stories», Dembner Books, 1989 / Barricade Books, 1997)